# Villaescusa de las Torres
Villaescusa de las Torres es una localidad y también una pedanía del municipio de Pomar de Valdivia en la provincia de Palencia, Comunidad Autónoma de Castilla y León, España.

## Geografía
Entre el río Pisuerga que recibe por su margen izquierda el río Camesa antes de internarse en el Cañón de la Horadada y el Espacio Natural de Las Tuerces.

## Demografía
Evolución de la población en el siglo XXI
| Gráfica de evolución demográfica de Villaescusa de las Torres entre 2000 y 2020 |
|                                                                                 |
| Población de derecho (2000-2020) según el padrón municipal del INE              |

## Historia
A la caída del Antiguo Régimen la localidad se constituye en municipio constitucional y que en el censo de 1842 contaba con 12 hogares y 162 vecinos, para posteriormente integrarse en Villarén de Valdivia.

## Obra civil
Un viejo puente ferroviario, muy modificado, conocido como Puente del Conjuradero que corresponde a la vieja línea de Alar del Rey-Santander. Tenía tablero en celosía de hierro y pilas de piedra con un arco de fábrica. Construido en 1.857 para salvar el río Camesa.
Pasarela de madera tipo bowstring construida en 2011 sobre el río Camesa.

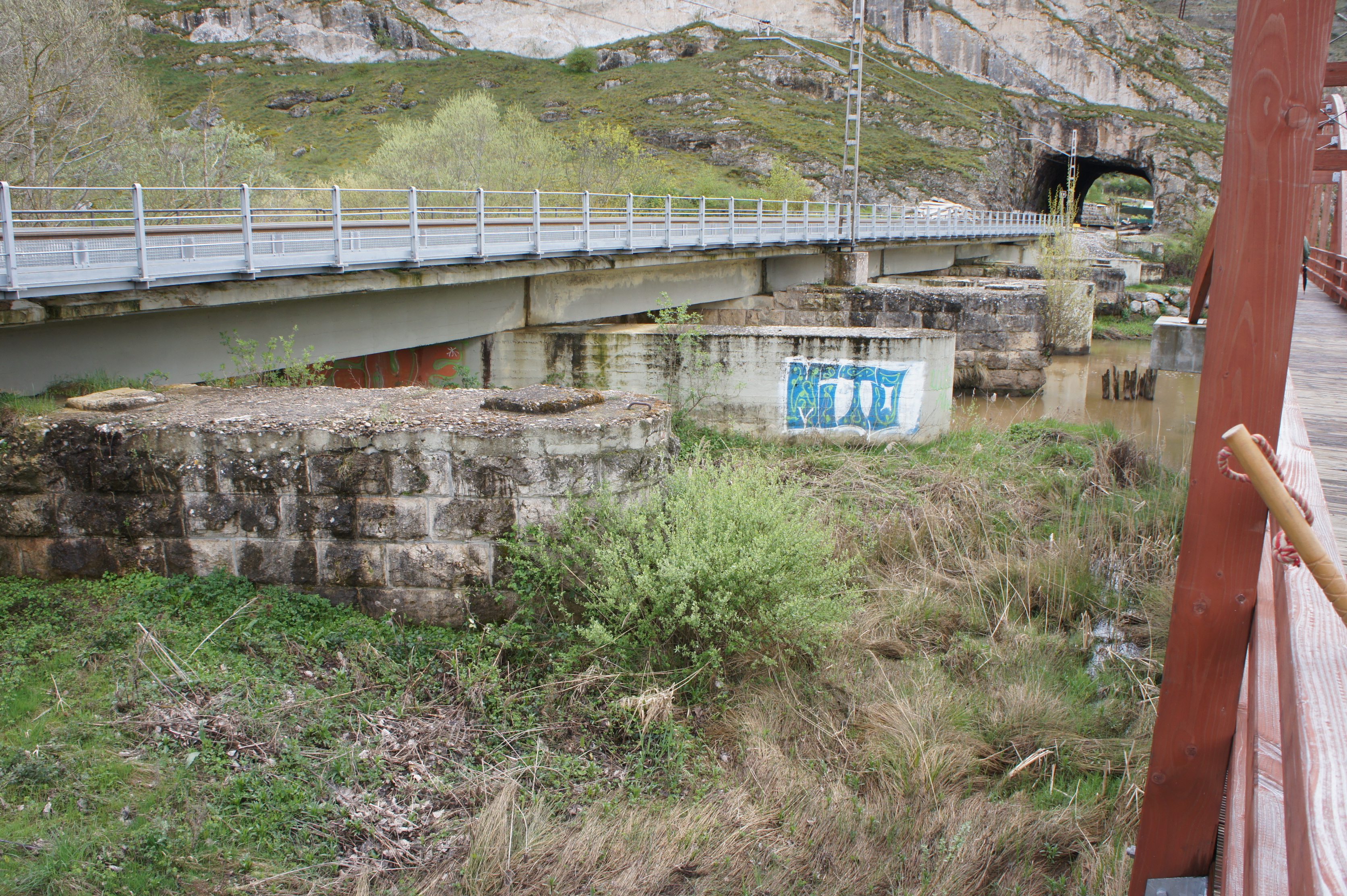
Puente del Conjuradero sobre río Camesa.

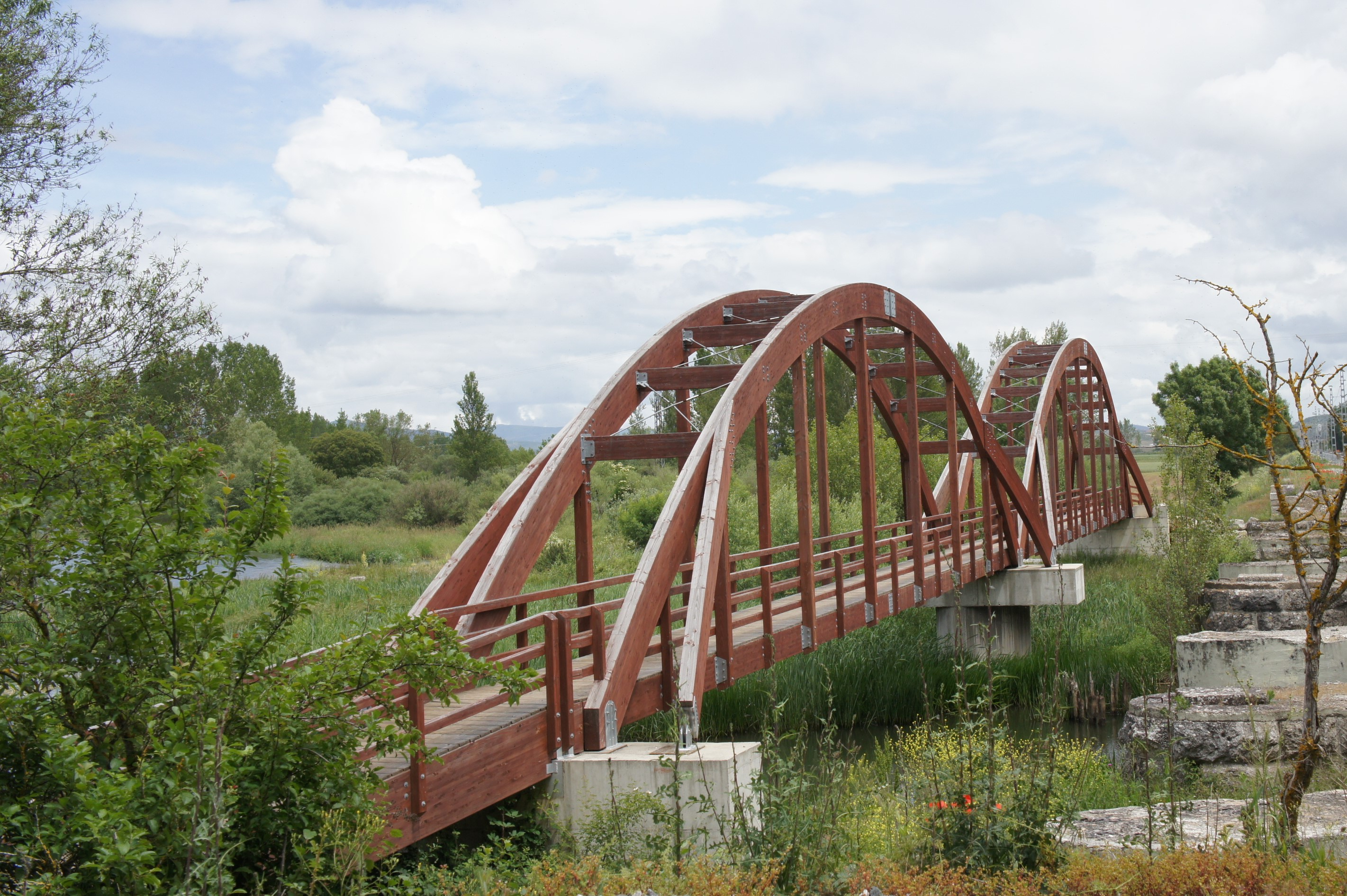
Pasarela sobre río Camesa.